# Kajdanki (film)
Kajdanki (tyt. oryg. Lisice) – chorwacki film fabularny z roku 1969 w reżyserii Krsto Papicia.
Akcja filmu rozgrywa się w rejonie Vrlika w roku 1948, tuż po wyrzuceniu Jugosławii z Kominformu. Ante zamierza poślubić znacznie młodszą od niego Višnję. Spokojne życie wsi zakłóca pojawienie się dwóch funkcjonariuszy OZNA Krešo i Čazima. Mieszkańcy wiedzą, że zamierzają kogoś aresztować i nikt nie jest pewien swojego losu. W dniu ślubu Višnja pada ofiarą zbiorowego gwałtu. Scenom przemocy w filmie towarzyszy rytm, wystukiwany przez mężczyzn, tańczących kolo.
Film otrzymał główną nagrodę na 17 Festiwalu Filmów Jugosłowiańskich w Puli.

## Obsada
- Fabijan Šovagović jako Ante
- Adem Čejvan jako Andrija
- Jagoda Kaloper jako Višnja
- Ilija Ivezić jako Krešo
- Fahro Konjhodžić jako Čazim
- Ivica Vidović jako Musa
- Edo Peročević jako Baletić
- Zaim Muzaferija jako Todor
- Stjepan Bahert
- Rikard Brzeska
- Jelena Grubelić
- Zlatko Madunić
- Branko Špoljar
- Tijana Mandić